# 4503 Cleobulus
4503 Cleobulus eller 1989 WM är en asteroid i huvudbältet som upptäcktes den 28 november 1989 av den amerikanska astronomen Carolyn S. Shoemaker vid Palomar-observatoriet. Den är uppkallad efter Kleobulos av Lindos.
Den tillhör asteroidgruppen Amor.